# Gray's Inn

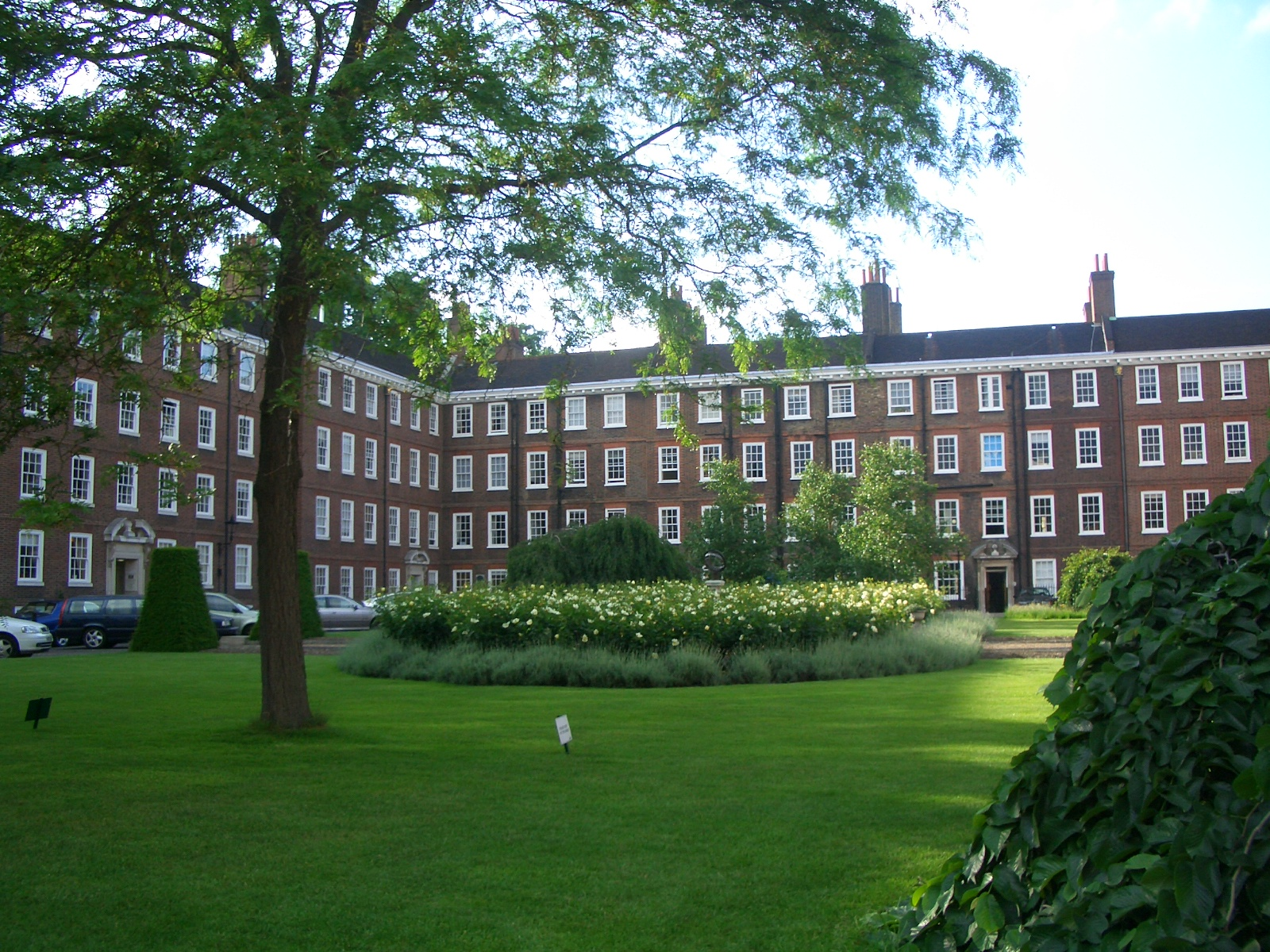
Gray's Inn

Gray's Inn är en av de fyra "Inns of Court" som finns i City of London, och som fungerar som kombinationer av juridiska yrkeshögskolor och advokatsamfund för barristers. Gray's Inn, som anses ha en svag politisk vänsterkaraktär, har sin byggnad strax utanför citygränsen, i stadsdelen Camden. 
Gray's inn fanns redan före 1370, den gamla huvudbyggnaden stammar från 1500-talet.